# La vergine di Norimberga
 La vergine di Norimberga  è un film del 1963, diretto da Antonio Margheriti.

## Trama
Mary scopre una tremenda verità. All'interno del castello di suo marito, alcune ragazze vengono martoriate dalla vergine di Norimberga. La servitù, compreso anche lo sposo, non credono inizialmente alle dichiarazioni della giovane. Grazie, però, all'intervento della polizia, la verità viene a galla.

## Produzione
Gotico finanziato da Marco Vicario, il film è stato girato in appena due settimane. Ha avuto una intensa fase di pre-produzione. Margheriti ha raccontato, durante una intervista, che la sceneggiatura di Gastaldi era molto scarna. Inoltre, il regista romano si è dovuto scontrare varie volte con la casa di produzione per evitare l'uso del colore.
Ruggero Deodato ha lavorato sul set in qualità di assistente alla regia. 

## Distribuzione
Uscito in Italia ad agosto del 1963, venne esportato all'estero dove è conosciuto col titolo internazionale Horror Castle.
Attualmente esistono sul mercato versioni home video. 

## Accoglienza

### Incassi
La vergine di Norimberga incassò circa 125 milioni di lire italiane.

### Critica
Paolo Mereghetti, nel suo dizionario omonimo, giudica positivamente l'opera di Margheriti. Il sito LongTake commenta: «Interessante, nonostante gli evidenti limiti dettati dal budget e alcuni passaggi narrativi a dir poco grossolani».